# Odynerus geometricus
Odynerus geometricus är en stekelart som beskrevs av Giordani Soika. Odynerus geometricus ingår i släktet lergetingar, och familjen Eumenidae. Utöver nominatformen finns också underarten O. g. steinkopfi.